# モンゴル文学
狭義のモンゴル文学（モンゴルぶんがく、モンゴル語：Монголын уран зохиол）は、モンゴル国（旧モンゴル人民共和国）の国民文学を指す。しかし、英雄叙事詩から、抒情的な詩歌、マジックリアリズム的手法を駆使したポスト・モダン小説まで幅広い多様性と、豊かな芸術性を備えたモンゴル文学はもう少し大きな枠組みでとらえる必要がある。日本モンゴル文学会では、モンゴル文学の定義を「自らをモンゴル人であると思う人々が、〈わたしたちの文学〉だと思うもの」としている。
自らをモンゴル人であると思う人々とは、主に、現在のモンゴル国（旧モンゴル人民共和国）のモンゴル人、中華人民共和国内の諸地域：内モンゴル自治区、新疆ウイグル自治区、青海省、甘粛省、黒竜江省、吉林省、遼寧省、寧夏回族自治区、河北省、四川省、雲南省等のモンゴル族、及び、ロシア連邦内シベリア連邦管区のブリヤート共和国、ウスチオルダ・ブリヤート自治管区、アガ・ブリヤート自治管区のブリヤート人と、ロシア連邦南部連邦管区のカルムイク共和国のカルムイク人、それらの地域から世界各地に移住した人々である。
国民の文学が国語教育で形成されるものであることを考えれば、通常は、モンゴル語による作品を意味すると考えてよい。ただし、日本文学の中に『懐風藻』や二葉亭四迷のロシア語日記が含まれるように、モンゴル人による漢文やチベット語、ロシア語、ドイツ語、英語等による著作が含まれる可能性がある。また、理念上はモンゴル国の市民権を有するカザフやトゥバの人々の文学作品も含まれることになる。
中華人民共和国の立場からは、中国国内のモンゴル文学は中国文学のサブカテゴリーであるモンゴル族文学として扱われる。
また、ブリヤート人とカルムイク人の文学はモンゴル文学とは独立して扱われることがある。それぞれ、ブリヤート語、カルムイク語で書かれた文学のみを念頭に置く場合とブリヤート人やカルムイク人がロシア語で書いた文学を含む場合がある。ロシア語作品は、ロシア文学の一部あるいは、サブカテゴリーとして言説されることが多い。
文学とは通常文字によって「書かれた作品」を意味しているが、モンゴルの言語芸術はながらく〈声〉によるものであったため、モンゴル文学は、一部口承文芸の領域も含むものとして概念されている。
本稿では上記を踏まえつつ、民族国家成立以前についてはすべてのモンゴル文学に共通するものを、1921年以降については、狭義のモンゴル文学、すなわち、旧モンゴル人民共和国と現在のモンゴル国の文学を対象に記述することとする。

## モンゴル文学の歴史

### 前近代
西洋世界モデルの文学(literature)概念がもたらされるまでのモンゴル文学は、通常、以下の3期に区分されている。
1. 古代（12世紀まで）
代表的な作品：モンゴルの口承文芸の項目を参照
2. 中世（13世紀～16世紀）
代表的な作品：『モンゴルの秘められた歴史（『元朝秘史』）』、『キプチャク・ハーン国樺皮（白樺）文書』など。
3. 近世（17世紀～20世紀初頭）

「近世」の時期はさらに以下2期に区分して論じられることが多い。
1. 仏教文学の時代（17～18世紀）
代表的な作品：『ツォクト・タイジ碑文』、『エルデニーン・トプチ（『蒙古源流』）』、『アルタン・トプチ』、『月の光（ザヤ＝パンディタ伝）』、大蔵経、インド説話文学の翻訳など。
2. 民衆文学の時代（19～20世紀初頭）
代表的な作品：ラブジャー『月郭公伝』、インジャンナシ『大現帝国興隆の青き年代記』など。

### 近現代文学
1911年と1921年の民族革命の後、西洋のliteratureや日本の「文学」を念頭に置いて創作活動が始まってからを「近現代文学」と呼んでいる。モンゴル国の場合、1990年までは社会主義国家からの視点で発展段階論とロシア・ソビエト文学史の枠組みをモデルにして文学史が組み立てられていた。
1. 民主主義段階の文学（1920・1930年代）
2. 社会主義段階の文学（1939〜）
  - 戦争期の文学　（1939〜）
  - 社会主義建設期（1948〜）
  - 社会主義完成期（1960〜）

しかし、民主化後、1990年以降はこうした社会主義時代の官製文学史は否定され、様々な時代区分が提起されている。

## 代表的作家・詩人

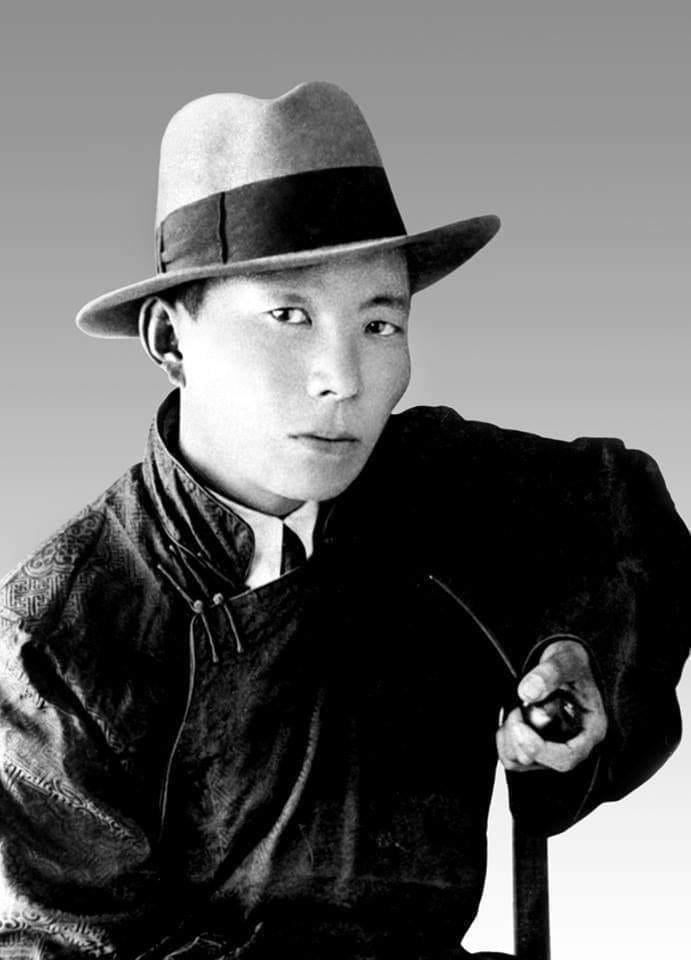
D.ナツァグドルジ(1906-1937)

- S.ボヤンネメフ (Сономбалжирын Буяннэмэх, 1902-1937)
- M.ヤダムスレン (Мөрдэндэвийн Ядамсүрэн, 1904-1937)
- B.リンチェン (Бямбын Ринчен, 1905-1977)
- D.ナツァグドルジ (Дашдоржийн Нацагдорж, 1906-1937)
- Ts.ダムディンスレン (Цэндийн Дамдинсүрэн, 1908-1986)
- D.ナムダグ (Донровын Намдаг, 1911-1984)
- Ch.ロドイダムバ (Чадраабалын Лодойдамба, 1917-1970)
- Ch.チミド (Чойжилын Чимид, 1927-1980)
- B.ヤボーホラン (Бэгзийн Явуухулан, 1929-1982)
- S.エルデネ (Сэнгийн Эрдэнэ, 1929-2000)
- Ts.ガイタブ (Цэвэгмидийн Гайтав, 1929-1979)
- D.プレブドルジ (Дэндэвийн Пүрэвдорж, 1933-2010)
- S.ダシドーロブ (Сормууниршийн Дашдооров, 1935-1999)
- R.チョイノム (Ренчиний Чойном, 1936-1979)
- D.オリアンハイ (Дамдинсүрэнгийн Урианхай, 1940-)
- D.バトバヤル (Дарамын Батбаяр, 1941-)
- B.ルハグバスレン (Бавуугийн Лхагвасүрэн, 1944-)
- Ch.ガルサン (Чинагийн Галсан, 1944-)
- D.ニャムスレン (Данзангийн Нямсүрэн, 1947-2002)
- O.ダシバルバル (Очирбатын Дашбалбар, 1957-1999)
- P.バヤルサイハン (Пүрэвжавын Баярсайхан, 1959-2007)
- Ts.ホラン (Цоодолын Хулан, 1969-)
- G.アヨルザナ (Гун-Аажавын Аюурзана, 1970-)
- L.ウルズィートゥグス (Лувсандоржийн Өлзийтөгс, 1972-)
- B.ガルサンスフ (Баатарын Галсансүх, 1972-)